# Enkulturation
Enkulturation (Lehnwort aus dem Englischen: „in eine Kultur einbinden“) bezeichnet den Teil des Sozialisationsprozesses, der das unmerkliche Hereinwachsen in die jeweilige eigene Kultur vom zunächst neutralen und kulturfreien Neugeborenen bis hin zum kulturell integrierten Erwachsenen bewirkt. Enkulturation beinhaltet die automatische, nicht durch intentionale Erziehung gesteuerte Verinnerlichung einer Kultur und das bewusste geplante Hineinwachsen in Form der Erziehung als Enkulturationshilfe und grenzt sich somit von der Akkulturation ab.
Der britische Ethnologe Nigel Barley vergleicht das Ergebnis der Enkulturation, die eigene Kulturhaftigkeit, mit unseren Füßen: „Wir sehen sie nicht, weil sie genau unter unserm Bierbauch sind und wir gewohnt sind, die Welt ohne sie zu betrachten. Wenn wir sie überhaupt wahrnehmen, sehen wir sie als Teil der Welt. Die Kultur der anderen indes ist, wie die Füße unter ihren Bierbäuchen, offenkundig und bietet sich für unvoreingenommene und langwierige Forschungen und Vergleiche an.“
Die Unmerklichkeit und Unreflektiertheit des Kulturerwerbs und die nur im Kontrast zu anderen, fremden Kulturen erfahrbare eigene Kulturhaftigkeit führen häufig dazu, die eigene Kultur für normal, natürlich oder gottgegeben zu halten. Interkulturelles Lernen, Auslandserfahrungen sowie multi-kulturelle Begegnungen sind daher wichtige Ansätze und Möglichkeiten, um Kultur-Zentriertheit, Ethnozentrismus, Rassismus und Nationalismus entgegenzuwirken.
Der US-amerikanische Anthropologe Marvin Harris (1927–2001, bedeutendster Vertreter der Theorie des Kulturmaterialismus) betonte, die Enkulturation erhalte die Kontinuität der Traditionen einer Gesellschaft und wirke dem Kulturwandel entgegen.
Für den deutschen Erziehungswissenschaftler Werner Loch (1928–2010) ist Enkulturationshilfe Hauptaufgabe der Pädagogik und Enkulturation somit einer ihrer Grundbegriffe. Angesichts der immer weniger tragbaren Trennung zwischen Kulturen plädiert der deutsche Erziehungswissenschaftler Ulrich Papenkort dafür, den Begriff der Akkulturation ergänzend dazu ebenfalls zum pädagogischen Grundbegriff zu erheben.